# Artie Shaw
Artie Shaw (tên khai sinh là Arthur Jacob Arshawsky; 23 tháng 5 năm 1910 - 30 tháng 12 năm 2004) là một nghệ sĩ kèn clarinet, nhà soạn nhạc, trưởng ban nhạc, diễn viên và là tiểu thuyết gia phi hư cấu người Mỹ.

## Cuộc sống đầu đời
Arthur Jacob Arshawsky sinh ngày 23 tháng 5 năm 1910 tại Thành phố New York, Hoa Kỳ. Ông là con trai của Sarah (nhũ danh Strauss) và Harold "Harry" Arshawsky, một thợ may và nhiếp ảnh gia. Gia đình là ông vốn là người gốc Do Thái, cha ông đến từ Nga còn mẹ ông đến từ Áo.

## Sách đã xuất bản
- Tom Nolan, Artie Shaw, King of the Clarinet: His Life and Times (WW Norton, New York, 2011).
- John White, Artie Shaw: His Life and Music (Bloomsbury Academic, London, 2004).
- Vladimir Simosko, Artie Shaw: Một tiểu sử âm nhạc và đĩa hát (Scarecrow Press, Lanham, MD, 2000).